# Vesele (Raiivka), Sînelnîkove
Vesele (în ucraineană Веселе) este un sat în comuna Raiivka din raionul Sînelnîkove, regiunea Dnipropetrovsk, Ucraina.

## Demografie
Componența lingvistică a localității Vesele
     Ucraineană (89,03%)
     Rusă (10,63%)
     Alte limbi (0,11%)
Conform recensământului din 2001, majoritatea populației localității Vesele era vorbitoare de ucraineană (89,03%), existând în minoritate și vorbitori de rusă (10,63%).